# ریو جون یول
ریو جون یول (کره‌ای: 류준열؛ زادهٔ ۲۵ سپتامبر ۱۹۸۶) بازیگر، کنشکر و عکاس اهل کره جنوبی است. ریو حرفهٔ بازیگری خود را در فیلم‌های مستقل آغاز کرد و از طریق ایفای نقش در مجموعه تلویزیونی پاسخ به ۱۹۸۸ (۲۰۱۵–۲۰۱۶) محبوبیت کسب کرد و به خاطر آن برندهٔ جایزه آرتیست تازه‌کار شد. از دیگر بازی‌های او می‌توان به فیلم‌های راننده تاکسی، قلب تیره، معتقد و بیگانه اشاره کرد.

## فیلم‌شناسی

### فیلم
| سال  | عنوان                            | نقش               | توضیحات    | منابع  |
| ---- | -------------------------------- | ----------------- | ---------- | ------ |
| ۲۰۱۲ | هیچ‌کجا                           | یک دوست‌پسر        | فیلم کوتاه |        |
| ۲۰۱۳ | آی‌ان‌جی‌توگی: نبرد ترول‌های اینترنت | مرد باشگاه        | بیت پارت   |        |
| ۲۰۱۴ | خورشید نیمه شب                   | یونگ هون          | فیلم کوتاه |        |
| ۲۰۱۴ | یک نظر (동心)                    | رفیق باشگاه       | فیلم کوتاه |        |
| ۲۰۱۴ | مردم در عجله                     | جه هیون           | فیلم کوتاه |        |
| ۲۰۱۴ | عشق اقتصادی                      | جی هون            | فیلم کوتاه |        |
| ۲۰۱۴ | عملیات نجات سون ناره             | هیون وو           | فیلم کوتاه |        |
| ۲۰۱۵ | سوشال فوبیا                      | یانگ گه           |            |        |
| ۲۰۱۵ | نقاشی                            | سانگ هون          | فیلم کوتاه |        |
| ۲۰۱۶ | سوری: صدایی از قلب               | توت فرنگی بی دانه |            | [ ۸ ]  |
| ۲۰۱۶ | فردا نه                          | جی هون            |            |        |
| ۲۰۱۶ | سفر تکفره                        | جی گونگ           |            |        |
| ۲۰۱۶ | کانولا                           | چول هون           |            | [ ۹ ]  |
| ۲۰۱۶ | پسری که داد زد گرگ               | دونگ چول          |            | [ ۱۰ ] |
| ۲۰۱۷ | کینگ                             | چوی دو ایل        |            |        |
| ۲۰۱۷ | راننده تاکسی                     | گو جه شیک         |            |        |
| ۲۰۱۷ | قلب تیره                         | کیم دونگ میونگ    |            |        |
| ۲۰۱۸ | جنگل کوچک                        | جه‌ها              |            |        |
| ۲۰۱۸ | معتقد                            | سو یونگ راک       |            |        |
| ۲۰۱۹ | دایره بزن و در رو                | سو مین جه         |            |        |
| ۲۰۱۹ | پول                              | جو ایل هیون       |            |        |
| ۲۰۱۹ | نبرد: پیش به سوی پیروزی          | لی جانگ‌ها         |            |        |
| ۲۰۲۲ | بیگانه                           | موروک             |            | [ ۱۱ ] |
| ۲۰۲۲ | جغد شب                           | کیونگ سو          |            | [ ۱۲ ] |
| ۲۰۲۴ | بیگانه: بازگشت به آینده          | موروک             |            |        |

### مجموعه تلویزیونی
| سال       | عنوان        | نقش           | توضیحات                 | منابع         |
| --------- | ------------ | ------------- | ----------------------- | ------------- |
| ۲۰۱۵      | تهیه‌کنندگان  | جو جونگ هیون  | حضور افتخاری (قسمت ۱–۲) | [ ۱۳ ]        |
| ۲۰۱۵–۲۰۱۶ | پاسخ به ۱۹۸۸ | کیم جونگ هوان | نقش اصلی                |               |
| ۲۰۱۶      | عاشق خوش‌شانس | جه سو هو      | نقش اصلی                |               |
| ۲۰۲۱      | گمشده        | لی کانگ جه    | نقش اصلی                | [ ۱۴ ] [ ۱۵ ] |

### مجموعه اینترنتی
| سال | عنوان    | منابع  |
| --- | -------- | ------ |
| TBA | مانی گیم | [ ۱۶ ] |

### برنامه تلویزیونی
| سال  | عنوان              | نقش          | منابع  |
| ---- | ------------------ | ------------ | ------ |
| ۲۰۱۶ | جوانان فراتر از گل | عضو بازیگران | [ ۱۷ ] |
| ۲۰۱۹ | مسافر              | عضو بازیگران | [ ۱۸ ] |

### میزبان
| سال  | عنوان                                           | توضیحات          | منابع  |
| ---- | ----------------------------------------------- | ---------------- | ------ |
| ۲۰۲۲ | مراسم افتتاحیه بیست و هفتمین جشنواره فیلم بوسان | همراه جون یو بین | [ ۱۹ ] |

### حضور در موزیک ویدئو
| سال  | نام آهنگ                                  | آرتیست            | منابع  |
| ---- | ----------------------------------------- | ----------------- | ------ |
| ۲۰۱۴ | «من هنوز کنارتم» (Still I'm by Your Side) | کلازی‌کوایی پراجکت | [ ۲۰ ] |
| ۲۰۱۵ | «دختر کوچولو» (소녀; A Little Girl)       | اوه هیوک (오혁)   | [ ۲۱ ] |